# Afonso Busa Metan
Afonso Busa Metan é um poeta e autor de contos de Timor-Leste. Tem colaboração dispersa por vários jornais e boletins da diáspora timorense e em Timor-Leste e um livro de poesia publicado, intitulado Cartas da terra dos malais.